# Kung Fu Panda (film)
A Kung Fu Panda 2008-ban bemutatott amerikai 3D-s számítógépes animációs harcművészeti filmvígjáték, a Kung Fu Panda-sorozat első része. A 16. DreamWorks-film rendezője Mark Osborne és John Stevenson. Az animációs játékfilm producere Melissa Cobb. A forgatókönyvet Jonathan Aibel és Glenn Berger írta, zenéjét John Powell és Hans Zimmer szerezte.
A történet egy ügyetlen pandáról szól, aki arról álmodik, hogy kungfu-harcos lesz. Noha a koncepció már legalább 1993 óta létezett, a film ötletét csak évekkel később fogalmazta meg Michael Lachance, a DreamWorks Animation egyik ügyvezetője. A munkálatok 2004-ben kezdődtek meg, a világpremierre pedig a 61. Cannes-i Nemzetközi Filmfesztiválon került sor 2008. májusában.
Az észak-amerikai mozik 2008. június 6-ától tűzték műsorra, míg a magyar bemutató július 3-ára esett. A Kung Fu Panda a DreamWorks Animation stúdióiban készült, a kaliforniai Glendale-ben, s Amerikában a Paramount Pictures hozta forgalomba.
A szereplők eredeti hangjait Jack Black, Dustin Hoffman, Angelina Jolie, Ian McShane, Jackie Chan, Lucy Liu, Seth Rogen és David Cross kölcsönzik. A magyar szöveget Speier Dávid írta.

## Cselekmény
Po, a panda lúd apja gombóc-éttermében dolgozik, de titkon vad álmokat dédelget: a kungfu megszállottjaként nagyszerű harcossá szeretne válni, ám súlya és ügyetlensége úgy tűnik, ezt elérhetetlenné teszi; Mr. Ping reméli, hogy Po egy napon átveszi éttermét, s akkor majd megosztja vele a recept titkos összetevőjét.
Oogway mester, a teknős álmot lát, melyben a gonosz hópárduc, Tai Lung – aki egyben Oogway tanítványának, Shifu mesternek volt növendéke egykoron –, megszökik börtönéből, s visszatérve a Béke Völgyét fenyegeti. Shifu elküldi hírvivőjét, Zenget a Chorh-Gom börtönbe, hogy erősítsék meg az őrséget, Oogway mester pedig elrendeli a ceremónia megrendezését, melyen kiválasztja a mindenható Sárkányharcost, aki legyőzheti Tai Lungot. Mindenki előtt nyilvánvaló, hogy ezen megtisztelő cím viselője az Őrjöngő Ötösből – Tigris, Majom, Sáska, Vipera és Daru – fog kikerülni, Shifu kiválóan képzett harcművészeti ötösfogatából. Mialatt az Ötös bemutatót tart a Völgy összegyűlt népének, Po késve érkezik meg, így kint reked a fallal körülvett palotatérről. Több próbálkozás után végső kísérletként a bejutásra, tűzijáték-rakétákat köt egy székhez, s azzal repül be az arénába. Hirtelen felbukkanása által inspirálva, Oogway mester Pót nevezi ki a Sárkányharcosnak. A panda tiltakozása és Shifu átgondolási javaslata ellenére, Oogway kitart döntése mellett. A felháborodott Shifu mindent megtesz, hogy lehordással és megalázással feladásra bírja Pót. Az Ötös hasonlóan megveti, és haszontalan betolakodónak tekinti őt. Annak ellenére, hogy világosak számára Shifu szándékai, és mélyen bántónak érzi hősei iránta mutatott lenézését, Po kitart álma megvalósítása mellett, hogy több legyen belőle, mint egy semmirekellő, akinek gondolja magát. Po végül elfogadtatja magát az Ötössel (Tigris kivételével), köszönhetően makacsságának, konyhatudományának és jó humorának. Tigris felvilágosítja a pandát, hogy Shifu kölyökkorától nevelte fel Tai Lungot, s fiaként bánt vele. Mikor azonban Oogway nem nevezte ki Sárkányharcosnak, Tai Lung éktelen haragra gerjedt, s pusztításba kezdett a Völgyben. Megkísérelte magához venni a hatalmas erőt biztosító tárgyat, a Sárkánytekercset, s ugyan Shifu próbálta útját állni, mégsem tudott ártani annak, akit ő maga teremtett. Tai Lungot így Oogway mester fékezte meg, s börtönbe küldte. Tigris közli Póval, hogy Shifu sosem szeretett senkit annyira korábban, mint Tai Lungot, s azóta sem.
Ezalatt Zeng küldetése a visszájára fordul: mikor a börtön túlzottan elbizakodott biztonsági főnöke, Vanchir parancsnok körbevezeti, véletlenül a szökéshez segíti Tai Lungot. Tai Lung megparancsolja Zengnek, hogy vigye hírét érkezésének. A Béke Völgyében, miután utolsó kívánságaként megígértette Shifuval, hogy kungfumestert farag Póból, Oogway mester eltávozik. Mikor azonban Po tudomására jut, hogy meg kell küzdenie Tai Lunggal, menekülőre fogja. Shifu megállítja, s ígéretet tesz rá, hogy kitanítja, ha tényleg elszántan dolgozik. Po tovább bizonygatja, hogy nem ellenfél Tai Lung számára, így Shifu is tanácstalanná válik. Mindezt hallva, Tigris a kezébe veszi a dolgok menetét, s Tai Lung elé indul, hogy maga számoljon le vele; négy társa csatlakozik hozzá. Másnap reggel Shifu felfedezi, hogy Po igenis képes komoly fizikai teljesítményre, ha erre étel ösztönzi. A hegyoldalban intenzív kiképzésnek veti alá a pandát, amiben a leckék elsajátításáért Po ételben részesül jutalomként. Ahogy Shifu remélte, Po hamar szert tesz a kívánt harci fogásokra.
Az Ötös megütközik Tai Lunggal, azonban végül mindegyikük alulmarad a hópárduc különleges, idegekre ható technikájával szemben, így visszatérnek a Völgybe. Shifu úgy dönt, Po készen áll rá, hogy szembenézzen a gonosztevővel, s átnyújtja neki a Sárkánytekercset. Mikor Po kinyitja, csupán az üres vászon tárul szemei elé. A tekercs látszólagos hasznavehetetlenségét látva Shifu elrendeli tanítványainak a völgylakók biztonságos helyre vezetését, míg ő megpróbálja feltartani Tai Lungot, amíg csak lehet. Po is részt vesz az evakuálásban, s összefut apjával, aki úgy próbálja meg felvidítani, hogy elárulja neki a családi gombócleves titkos összetevőjét: semmi. Elmagyarázza fiának, hogy a dolgok attól válnak különlegessé, hogy annak gondoljuk őket. Po ráébred, hogy a Sárkánytekercs mibenléte pontosan ebben rejlik, így Shifu segítségére siet. Az ezalatt megérkezett Tai Lung vádaskodások közepette egykori mesterére támad; Shifut meggyengíti a bűntudat és a felelősség, ami lelkét nyomja tanítványa kudarcáért.
Mikor felfedezi, hogy a Sárkánytekercs már nincs a helyén, Tai Lung mérgében Shifu életére tör, ám Po végre megérkezik és harcra hívja. Noha Tai Lung kineveti őt, kétségbe vonva képességeit, rövidesen megbizonyosodik róla, hogy a panda méltó ellenfél. Ennek ellenére sikerül megkaparintania a Tekercset, ám szimbolizmusát nem fogja föl. Po elmagyarázza neki a tárgy bölcseletét, de az összezavarodott hópárduc válaszul az idegcsapást méri rá. Ütései azonban hatástalanok: Po idegeit nehéz eltalálni a rengeteg háj alatt. Felbátorodásában Po ellentámadásba lendül: improvizált harcstílusával előnyt kovácsol testességéből, és ütéseinek erejét visszafordítja Tai Lung felé. Az ütközet végén Po a Wuxi Fogást alkalmazza Tai Lungon (amivel korábban Shifu is fenyegette a pandát), amitől a hópárduc a Völgyön átsuhanó gyönyörű és vakító arany fénysugár kíséretében semmivé lesz.
Az Ötös visszatér a Völgybe, ahol a kissé támolygó, de diadalittas Po fogadja őket. A panda győzelme kivívja Tigris tiszteletét is, aki az Ötös élén ismeri el kungfumesterként. A lakók, köztük apja is, hőssé kiáltják ki a Pót, akinek hirtelen eszébe jut súlyosan sérült mestere, így visszarohan a palotába. Első pillantásra úgy tűnik, Shifu a halálán van, ám csupán kipiheni a szörnyű harcot. Po megkönnyebbülve terül el mellette a padlón, majd néhány másodperccel később felveti, hogy enni kéne valamit, amivel Shifu egyetért.
Kicsivel később mindketten a szent barackfa alatt ülve fogyasztják a húsgombócokat. Az apró magocskából, amit Oogway azon az estén vetett el a földben, mikor eltávozott, kibújt a facsemete.

## Szereplők
| Szereplő          | Eredeti hang          | Magyar hang      | Leírás |
| ----------------- | --------------------- | ---------------- | --- |
| Po                | Jack Black            | Gáspár András    | Egy óriáspanda, akiről nevelőapja, Mr. Ping, a lúd gondoskodott, amióta csak az eszét tudja. A családi vállalkozásban, azaz apja éttermében dolgozik, s noha nem lelkesedik különösebben iránta, megvan benne a tehetség a jó leves készítésére. Po sosem fedte fel vágyát a kungfu iránt apja előtt, mivel nem akart csalódást okozni neki, de nem ez az egyetlen problémája érdeklődésével: amellett, hogy túlsúlyos, jól tudja, hogy fajtája nem való a harcos hagyományokhoz. Ha búslakodik emiatt, az ételhez nyúl, ami hozzájárul elhízottságához. Po lexikontudással rendelkezik a harcművészetekből, nemes harcosok, híres ütközetek és történelmi ereklyék tucatjait ismeri. Oogway mester őt nevezi meg a Sárkányharcosnak (látszólag teljes véletlenségből), ám Shifu mester és az Őrjöngő Ötös nem rejti véka alá iránta érzett megvetését. A bántások ellenére kitart abbéli reménye mellett, hogy valaki olyanná válhat, akit maga is megbecsül. Állhatatossága végül meghozza gyümölcsét. Shifu mester előtt világossá válik, hogy a megszokottól eltérő módszert kell alkalmazni Po kitanítására, mikor szemtanúja lesz annak, mire képes a pandamedve, ha ételről van szó. A kiképzés végére Po nem pusztán a harcban sajátít el komoly képességeket, de tanúbizonyságot tesz felnőtt érzelmekről is, így a lemondásról és a mértékletességről. |
| Shifu mester      | Dustin Hoffman        | Tahi Tóth László | Egy vörös macskamedve, Oogway tanítványa, s az összes nagy harcos mestere Kínában, köztük Tai Lungé, az Őrjöngő Ötösé és Póé. Kezdetben esze ágában sincs foglalkozni a pandával, mivel nem hiszi, hogy a Sárkányharcos válhat belőle; mindent megtesz azért, hogy elvegye Po kedvét az edzésektől, s feladásra kényszerítse. Éppen ezért bosszantja, hogy mindezek ellenére a növendék állja minden kísérletét. Mentora és egyben barátja, Oogway hosszas győzködésére Shifu vállalja, hogy olyasvalakit farag Póból, aki a Sárkányharcosként szembeszállhat Tai Lunggal. Shifu egykoron fiaként szerette Tai Lungot, akit kölyökkorában küszöbén hagytak. Miután Tai Lung megtámadta a Völgyet, mestere képtelen volt elpusztítani őt, s ezen gyengesége és rossz tapasztalata azóta is kísérti: az Őrjöngő Ötöst már sokkal szigorúbban tanította. Apró termete ellenére Shifu mindenkinél gyorsabban mozog; képességei összpontosításából és precizitásából fakadnak: minimális erőkifejtéssel maximális hatást ér el. Jellegzetes harci mozdulata a Wuxi Fogás, ami az ellenfél megsemmisülését eredményezi egyetlen ujjcsavarással. |
| Tai Lung          | Ian McShane           | Kőszegi Ákos     | Egy hópárduc, akit Shifu mester nevelte fel, s elhivatott tanítványa vált belőle; mindenki másnál nagyobb tehetség rejlett benne a kungfuhoz. Senki sem gondolta volna, hogy bárki más a Sárkányharcos lehet rajta kívül, ám Oogway mester sötétséget látott szívében, s nem ruházta fel e címmel. A felbőszült Tai Lung végigpusztított a Völgyön, Shifu mestert hibáztatva, amiért vádja szerint éveken át hitegette, s semmit nem tett védelme érdekében, mikor Oogway elutasította. Végül Oogway volt az, aki megfékezte őt, mert Shifu képtelen volt ártani tanítványának. Tai Lung a Chorh-Gom börtönbe került, ahol már húsz éve raboskodik láncra verve. Kiszabadulását követően megküzd Póval a Sárkánytekercsért, ami a legenda szerint határtalan erőt biztosít birtokosának, ám türelmetlensége miatt nem képes megérteni a tekercs mibenlétét. Po ellenben elsajátítja a bölcsességét, ami segítségére lesz Tai Lung legyőzésében. Tai Lung harcmodora felsőteste elsöprő erejére támaszkodik. Fortélyos elme támogatja a benne lakozó nyers erőt, gyorsaságot és állóképességet. Minden harcstílus mestereként, képes kitapintani és kihasználni a szembenálló ellenfél gyengeségeit. |
| Tigris            | Angelina Jolie        | Zsigmond Tamara  | Egy dél-kínai tigris, az Őrjöngő Ötös legerősebbje és legbüszkébbike. Mindenki arra számított, Oogway őt választja a Sárkányharcosnak, arra azonban senki sem, hogy Po a teknős mutatóujja elé pottyan. Így Tigris keserűségében Pót okolja álmai meghiúsításáért, s ő az Ötös leghangosabbja a panda iránti megvetésben, noha a többiek idővel már másként tekintenek új társukra. Mikor fültanúja lesz, amint Po győzködi Shifu mestert arról, hogy sosem lesz képes Tai Lung legyőzésére, Tigris maga indul a fenyegető harcos keresésére, hogy megállítsa, s társai is vele tartanak, ám mind kudarcot vallanak. Tigrist mélyen lenyűgözi Po végső felülkerekedése a hópárducon, s elsőként ismeri el az igazi Sárkányharcosként és egyben mesterként. A hagyományos tigris harci stílus erőteljes, határozott és támadó. Tigris hezitálás nélkül sújt le, gyorsaságát, agilitását és erejét használva ellenfelei védekezése ellen. Akrobatikus és elegáns, becsületes harcos, aki sosem használja karmait. |
| Majom             | Jackie Chan           | Kassai Károly    | Egy aranylangur, a barátságos, játékos és lelkes, az Ötösből vele a legkönnyebb szót érteni. Gondtalan hozzáállása a dolgokhoz elfedik lenyűgöző harcművészeti képességeit. Élvezettel szemléli, amint Po a kungfu fortélyait igyekszik elsajátítani csetlő-botló módon, de társaihoz hasonlóan ő is figyelemre méltónak találja a panda kitartását. A tradicionális majom harci stílus akrobatikus, kiszámíthatatlan és energikus. Majom az egyetlen az Ötösből, akinek eszköze is van a csatában, méghozzá egy bot. Ellenfelei összezavarását szolgálja, hogy fürgeségének köszönhetően bármely irányból lecsaphat. Kezeivel, lábaival és botjával egyszerre mérhet ütést minden szögből. |
| Vipera            | Lucy Liu              | Kökényessy Ági   | Egy fűzöld bambuszvipera, aki a két apró lótuszvirágot visel feje tetején. Ereje nem pusztán elbűvöltségében rejlik, hiszen hosszú teste, kígyózó természete, pontossága és az egyébként nem használt halálos csapása is lehetőségeit szaporítják. A hagyományos kígyó harci stílus rugalmas, folyamatos, formálható, elasztikus és kirobbanó. Vipera képessége, hogy bármilyen formát öltsön, jóformán lehetetlenné teszi, hogy eltalálják. Szinte minden ütés elől ki tud térni, s válaszcsapásként ellenfele végtagjai köré tekeredik, s a bennük rejlő erőt ellenük fordítja. |
| Daru              | David Cross           | Bor László       | Egy mandzsu daru, az Ötös legtürelmesebb tagja, s amolyan „anyatyúk” a csapatban. Igyekszik elkerülni és elsimítani az összezörrenéseket társai között, akiknek eltérő személyisége gyakran vezet konfliktushoz. Ha a harcot elkerülni képtelen, Daru mindent megtesz, hogy győztesként kerüljön ki belőle. A hagyományos daru harci stílus természetből fakadó, mentes az erőlködéstől, méltóságteljes, folyamatos és kiegyensúlyozott. Daru nem használja csőrét a küzdelemben, azonban szárnyaival nagy erejű és hatásos légáramlást képes előidézni; szárnyfesztávolságával csapásának hatókörét is növeli. Állóképessége lehetővé teszi, hogy ha szükséges, összes harcostársát egyszerre emelje fel. |
| Sáska             | Seth Rogen            | Szabó Máté       | Egy imádkozó sáska, az Ötös legkisebb tagja, de apró testében legalább akkora erő lakozik, mint társaiéban. Képes Po elhajítására és egyetlen karjával megtartani egy társai súlyával terhelt függőhidat. Ezen felül képzett akupunkturista, noha Po hájas teste némi kihívást jelent számára a kezelés során. A hagyományos sáska harci stílus gyors, ravasz és pontos. Erős hátsó lábai és elülső ragadozólábai hatásos fegyverek. |
| Oogway mester     | Randall Duk Kim       | Versényi László  | Egy idős teknősbéka, a Jáde Palota leghatalmasabb vezetője, aki kissé szenilisnek tűnik, de bölcsessége határtalan és meglehetős fizikai képességek birtokosa. Egy szempillantás alatt ártalmatlanította Tai Lungot; pusztán gyors, fényjátékkal járó csapásokat mért a szembeszegült tanítvány idegeire. Döntését, miszerint Po a Sárkányharcos, mindenki erős kétségekkel fogadja, különösen maga a kiválasztott, de Oogway rendíthetetlenül kiáll elhatározása mellett. Miután meggyőzi Shifut Po kitanításáról, Oogway mester tucatnyi tovaszálló barackvirággal körülvéve eltávozik a hűvös éjszakai szellővel. |
| Mr. Ping          | James Hong            | Harsányi Gábor   | Po apja egy lúd, aki a legforgalmasabb húsgombóc-boltot vezeti a Völgyben. Munkáját mélyen kielégítőnek érzi, s reméli, hogy egy napon fia átveszi az irányítást az étterem fölött, s akkor megoszthatja vele a nagyszerű gombócok elkészítéséhez elengedhetetlen titkos összetevő titkát. Mikor úgy érzi, fia készen áll, elárulja neki, hogy valójában nincs titkos hozzávaló, s hogy a dolgok pusztán attól válnak különlegessé, hogy annak hisszük őket. E tanács segítségére lesz Pónak a Sárkánytekercs üzenetének megfejtésében, így beteljesítve végzetét a Sárkányharcos válik belőle. Nem tudni, Mr. Ping hogyan vált Po apjává. Annak ellenére, hogy eltérő fajból származnak, mély szeretet és megbecsülés van közöttük. Po semmiképpen nem akar csalódást kelteni apjában azzal, hogy felfedi más irányú ambícióit, míg Mr. Ping ellenkezés nélkül beletörődik fia sorsába, mikor a Sárkányharcossá kiáltják ki. |
| Zeng              | Dan Fogler            | Józsa Imre       | Egy lúd, Zeng Shifu mester hírvivője, akit a Jáde Palota mesterei a Chorh-Gom börtönbe küldenek azzal a megbízással, hogy emeltesse meg a Tai Lung körüli biztonsági intézkedéseket. Ám Zeng egyetlen aláhulló tolla lesz az, aminek segítségével a rab végül mégis megszökik. A kitörésével járó mészárlásban egyedül Zeng életét hagyja meg a hópárduc, hogy érkezése hírét vigye Shifunak. Zeng végtelenül idegeskedő és pesszimista, ámde ettől függetlenül végrehajtja a neki adott utasításokat. |
| Vachir parancsnok | Michael Clarke Duncan | Vass Gábor       | Egy jávai orrszarvú, a Chorh-Gom biztonsági börtön főnöke. Rendkívül arrogáns és elbizakodott a börtön biztonságával kapcsolatban, messze alulbecsülve Tai Lung a szökésbe fordítható képességeit. Vachir feltételezhetően több társával együtt életét veszti, mikor Tai Lung dinamittal kirobbantja a külső kaput. |
| Nagyfőnök         | Wayne Knight          | Bolla Róbert     | Egy ökör, a tolvaj banda feje, Po álmából. |
| KG Shaw           | Kyle Gass             | Dene Tamás       | Két malactestvér a faluban. |
| JR Shaw           | JR Reed               | Borbíró András   | Két malactestvér a faluban. |

## Háttér

### Előkészületek
A film a nyilvánosság előtt is ismert munkálatai 2004 októberében kezdődtek meg, éppen akkortájt, amikor megjelent a PlayStation 2-re fejlesztett Ribbit King videójáték, melynek egy „Pan-Pan” nevű kungfuzó pandamedve volt az egyik szereplője. 2005 szeptemberében a DreamWorks Animation Jack Black jelenlétében jelentette be a filmet; a színészt a főhős hangjának választották ki. A kezdeti elképzelések egy paródiáról szóltak, azonban John Stevenson társrendező tetszését nem nyerte el az ötlet, így végül a szimpla filmvígjáték irányába indultak el. A két rendező mindenképpen autentikus kínai- és kungfus hatást kívánt elérni; Raymond Zibach díszlettervező és Tang Heng művészeti vezető éveket töltöttek a kínai festőművészet, szobrászat, építészet és kungfu-filmek tanulmányozásával, hogy ezzel is segítsék a film megjelenésének hitelességét. Zibach elmondása szerint rá a legnagyobb hatással a művészibb harcművészeti filmek, így a Hős, A repülő tőrök klánja és a Tigris és sárkány voltak. A négy éven át készült film alkotóinak célja a vígjáték és a harcművészeti filmek eredményes ötvözése volt, amit ezúttal „epikus” elbeszélésmóddal tálaltak, szemben korábbi produkcióikkal, amelyek hemzsegtek a „popdaloktól és a celeb-utalásoktól”. 2005 novemberében a DreamWorks Animation bejelentette, hogy Dustin Hoffman, Jackie Chan, Lucy Liu, Seth Rogen, David Cross és Ian McShane csatlakozott Jack Black-hez a szereplőgárdában.

### Animáció
A film kézzel rajzolt nyitójelenetét a kínai árny-bábjáték megidézésének szánták a készítők; a szekvencia rendezője Jennifer Yuh Nelson, az animáció pedig James Baxter munkája. Manohla Dargis a New York Times-ban a jelenetről így ír: „meglepő”; „a legtöbb élvonalbeli amerikai animációtól vizualitásában teljesen eltérő”, míg mások Gennagyij Tartakovszkij Szamuráj Jack című sorozatának evokatív stílusához hasonlították. A film többi része modern számítógépes animáció, ami élénk, a megszokottól eltérő színeket használ Kína természeti tájképének megfestésére.

### Filmzene
Ahogy jóformán minden animációs DreamWorks-film, úgy a Kung Fu Panda kísérőzenéjét is Hans Zimmer és John Powell szerezte. A zeneszerző felkészülésképpen munkájára ellátogatott Kínába, hogy magába szívja az ottani kultúrát és megismerje a Kínai Nemzeti Szimfonikus Zenekart, akikkel felvételek is készültek. Az filmzene-albumon szerepel a „Kung Fu Fighting” című klasszikus dal részben újraírt változata, amit Cee Lo Green és Jack Black adnak elő a film végefőcíme alatt.
Egy tesztvetítés folyamán Jeffrey Katzenberg, a DreamWorks Animation SKG CEO-ja bejelentette, hogy John Powell szintén közreműködik a score-ban, így Zimmer és Powell nyolc év után dolgozhatott újra együtt (előző közös munkájuk szintén egy DreamWorks animációs film, az Irány Eldorádó volt).

## Fogadtatás

### Kritikai visszhang
A Kung Fu Panda jó kritikákat kapott az amerikai újságíróktól. A Rotten Tomatoes weboldalon felsorolt véleményezők 88%-ára pozitív benyomást tett a film, míg a kiemelt kritikusoknál ez az arány 74%-ot mutat. A 61. cannes-i filmfesztiválon tartott premiert masszív és hosszas tapsvihar kísérte a vetítés végén.

### Bevételi adatok
A film 60,2 millió dollárral a nézettségi lista első helyén nyitott az észak-amerikai filmszínházakban, amivel a DreamWorks Animation akkori harmadik legjobb ilyen eredményét könyvelhette el, a Harmadik Shreket és a Shrek 2-t követve (vagyis két folytatást). A film végül világszerte több mint 630 millió dolláros bevételre tett szert; ebből 215 milliót az Egyesült Államokban, 416 milliót pedig a többi országban gyűjtött össze.

## Folytatások
Jeffrey Katzenberg közölte, mivel a film bemutatója alkalmával túlszárnyalta az elvárásokat, a Kung Fu Pandából nem kevesebb, mint hat részes filmsorozat válhat, ha az első rész szereplése a jegypénztáraknál összességében is jól alakul. Mivel ez így történt, 2011-ben mozikba került az első folytatás, a Kung Fu Panda 2..
A film szereplőiről készült egy rövidfilm, a „Secrets of the Furious Five” („Az Őrjöngő Ötök titkai”), amiben a főszereplők korábbi életével ismerkedhetünk meg.